# Electroman
Electroman è il quarto album del DJ italiano Benny Benassi uscito il 6 giugno 2011. Tra i brani vi sono collaborazioni con artisti di grande rilievo come Kelis, T-Pain, Gary Go, Chris Brown e Pitbull.

## Tracce[2]
1. Good girl - 3:40
2. Rather be (ft. Shanell) - 3:42
3. Spaceship (ft. Kelis, apl.de.ap & Jean Baptiste) - 3:04
4. Beautiful People (ft. Chris Brown) - 3:46
5. My house (ft. Jean Baptiste) - 3:28
6. House music - 4:02
7. Cinema (ft. Gary Go) - 3:03
8. Electroman (ft. T-Pain) - 3:16
9. Automatic b - 4:01
10. Control (ft. Gary Go) - 3:29
11. Leave this club alone (ft. Dhany) - 3:34
12. Close to me (ft. Gary Go) - 3:20
13. Cinema (Skrillex Remix) (ft. Gary Go) - 5:07
14. All the way (Live) (ft. Ying Yang Twins) - 3:34

iTunes Deluxe Edition Bonus Tracks
1. Put It On Me (feat. Pitbull) - 3:27
2. Electroman (John Dahlbäck Instrumental) (feat. T-Pain) - 5:18
3. Dub Rain - 3:43
4. Spaceship (VIDEOCLIP) - 3:28
5. Cinema (VIDEOCLIP) - 3:31

## Date di pubblicazione
| Nazione     | Data           | Etichetta       |
| ----------- | -------------- | --------------- |
| Francia     | 6 giugno 2011  | Ultra Records   |
| Stati Uniti | 6 giugno 2011  | Ultra Records   |
| Germania    | 7 giugno 2011  | Ultra Records   |
| Regno Unito | 7 giugno 2011  | Ultra Records   |
| Italia      | 28 giugno 2011 | Energy Records  |
| Australia   | 12 luglio 2011 | Universal Music |
| Polonia     | 29 luglio 2011 | Universal Music |